# ベロジア科
ベロジア科（学：Velloziaceae）は、タコノキ目を構成する科の一つ。南半球の乾燥地帯からアラビア半島南部にかけてに見られる。また、中国にも隔離分布している。

## 特徴
本科に属する植物は、共通して非常に乾燥に強い、岩石が多く栄養分に乏しい場所に自生する、痩せた砂質土壌を好む点がある。一部の種は、根からクエン酸、リンゴ酸を生成し、岩石を溶かしながら成長する事が知られている。このような性質を持つ植物は、本科のみである。。尚、幹にはソフロニティス属等、ランが着生する場合もある。

## 下位分類
基本的に以下の6属が知られている。
- アカントクラミス属（Acanthochlamys）
- キセロフィタ属（Xerophyta）
- ナヌザ属（Nanuza）
- バルバセニア属（Barbacenia）
- バルバセニオプシス属（Barbaceniopsis）
- ベロジア属（Vellozia）

※ダルボディア属は、キセロフィタ属に吸収され、消滅している。